# 6604 Ilias
A 6604 Ilias (ideiglenes jelöléssel 1990 QE8) a Naprendszer kisbolygóövében található aszteroida. Eric Walter Elst fedezte fel 1990. augusztus 16-án.